# Partido di Esteban Echeverría
Il partido di Esteban Echeverría è un dipartimento (partido) dell'Argentina facente parte della provincia di Buenos Aires. Il capoluogo è Monte Grande. Si tratta di uno dei 24 partidos che compongono la cosiddetta "Grande Buenos Aires".

## Toponimia
Il partido è intitolato al poeta e scrittore argentino Esteban Echeverría.

## Storia
Il partido fu istituito con la legge N. 3.467 del 9 aprile 1913 e ricavato con terre sino ad allora appartenenti al partido di Lomas de Zamora. Nel 1970 di territorio del distretto furono ceduti al limitrofo partido di Presidente Perón.
Con la legge provinciale N. 11.550 del 20 ottobre 1994 fu istituito il partido di Ezeiza, formato dalle località di Tristán Suárez, La Unión, Ezeiza e parte di Canning, tutte prima d'allora incluse dentro i confini di Esteban Echeverría.

## Geografia antropica

### Suddivisioni amministrative
Il partido di Esteban Echeverría è composto da 6 località:
| Località                             | Popolazione (2001) |
| ------------------------------------ | ------------------ |
| Canning                              | 6.442              |
| El Jagüel                            | 48.781             |
| Luis Guillón                         | 37.843             |
| Monte Grande                         | 110.241            |
| Nueve de Abril                       | 40.656             |
| Zona Aeropuerto Internacional Ezeiza | 11                 |